# SN 2007sh
SN 2007sh – supernowa typu Ia odkryta 12 listopada 2007 roku w galaktyce A002924+0049. W momencie odkrycia miała maksymalną jasność 21,20m.